# 承徳避暑山荘と外八廟
承徳避暑山荘と外八廟（しょうとくひしょさんそうとがいはちびょう）は中国、河北省、承徳市にある離宮。1994年にはユネスコの世界遺産（文化遺産）に登録された。中華人民共和国国家級風景名勝区（1982年認定）、中国の5A級観光地（2007年認定）。

## 概要
避暑山荘は清の皇帝がかつての首都である奉天（瀋陽）へ行き来する際、立ち寄る場所として87年間にわたり整備された離宮である。この離宮の整備にあたっては蘇州の寒山寺などがモチーフにされている。その周りには寺廟が周りを取り巻いている。これを外八廟という。外八廟にはポタラ宮をモデルにして建造された普陀宗乗之廟（ふだしゅうじょうしびょう）があり、外八廟はチベット様式と中国の様式を折衷した代表的様式として知られる。

## 登録基準
この世界遺産は世界遺産登録基準のうち、以下の条件を満たし、登録された（以下の基準は世界遺産センター公表の登録基準からの翻訳、引用である）。
- (2) ある期間を通じてまたはある文化圏において、建築、技術、記念碑的芸術、都市計画、景観デザインの発展に関し、人類の価値の重要な交流を示すもの。
- (4) 人類の歴史上重要な時代を例証する建築様式、建築物群、技術の集積または景観の優れた例。

## 登録された物件
- 避暑山荘
- 外八廟
  - 溥仁寺
  - 溥善寺
  - 普楽寺
  - 安遠廟
  - 普寧寺
  - 普祐寺
  - 広縁寺
  - 須弥山福寿之廟
  - 普陀宗乗之廟
  - 広安寺
  - 羅漢堂
  - 殊像寺